# 恋愛紅一点
「恋愛紅一点」（ろまんすこういってん）は、1989年11月22日にリリースされた、渡辺美奈代の13枚目のシングル。CBSソニーより発売された。

## 解説
- タイトルは、「恋愛」と書いて「ロマンス」と読む。レコーディング時点での当初のタイトルは「ロマンティック紅一点」であった。[1]

- 歌唱中、男女2名のバックダンサーが付いた。
- 斜め上を指差し、腕を左右に激しく振るオタ芸の一種である ”ロマンス” は、同曲のAメロの歌唱披露中、ファンが行っていた ”ロマンスダンス” がその発祥の由来・原型とされている[2]。
- 同曲のリリース中に成人の日を迎え、1990年1月15日、新成人代表のひとりとして、NHK青春メッセージ'90に出演し、晴れ着姿で皇太子徳仁親王（当時、現：今上天皇）の前で歌唱した。「この美奈でも緊張したし、晴れ着は苦しかった」と体験を語っていた。[3]

## 収録曲
1. 恋愛（ロマンス）紅一点（4:21）
  - 作詞: 松井五郎／作曲・編曲: 井上ヨシマサ
2. 愛するより愛されたい（3:47）
  - 作詞: 森浩美／作曲: Mark Davis／編曲: Mark Davis

## 収録作品
CD
- KISS! KISS! KISS! -MINAYO WATANABE BEST-
- GOLDEN☆BEST 渡辺美奈代 SINGLES
- 渡辺美奈代 30th Anniversary Complete Singles Collection Disc 2 M-9/M-10